# Barrage de Bissorte
Le barrage de Bissorte est un barrage poids alimentant une centrale hydroélectrique homonyme (75 MW), qui est construite de 1931 à 1938 à Orelle, dans la vallée de la Maurienne, en Savoie. L'usine hydroélectrique, située dans la vallée de l'Arc au lieu-dit de Bissortette, est mise en service en 1935.
L'aménagement est reconfiguré de 1980 à 1987 pour y ajouter une centrale de pompage-turbinage de 750 MW, dénommée Super-Bissorte, la 4e plus puissante centrale de France après celles de Grand'Maison, Montézic et Revin.

## Situation
Le barrage de Bissorte est situé sur la commune d'Orelle, sur un ancien ombilic devenu alpage, dans le massif des Cerces, près de la frontière avec l'Italie.

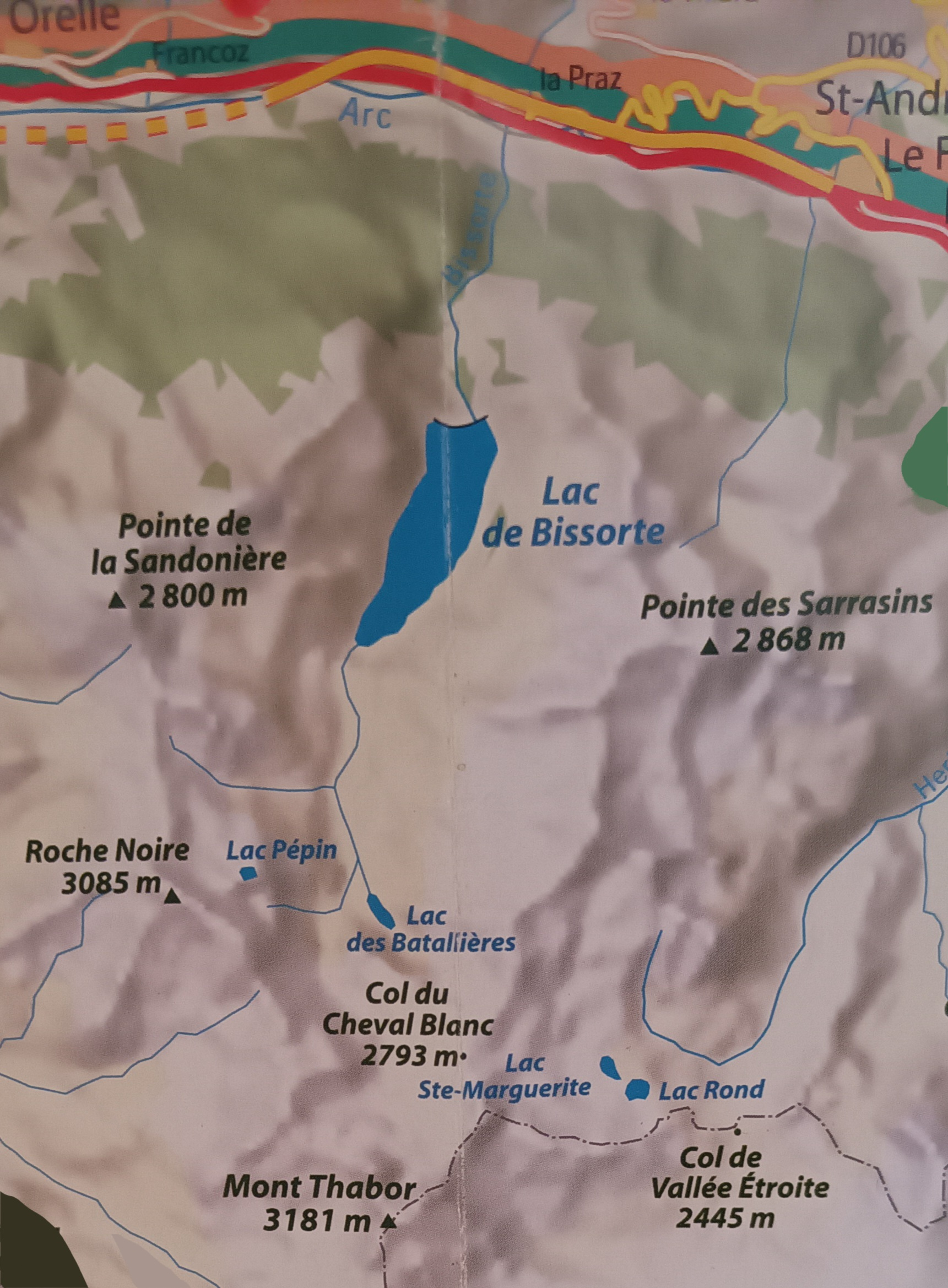
Situation du lac.
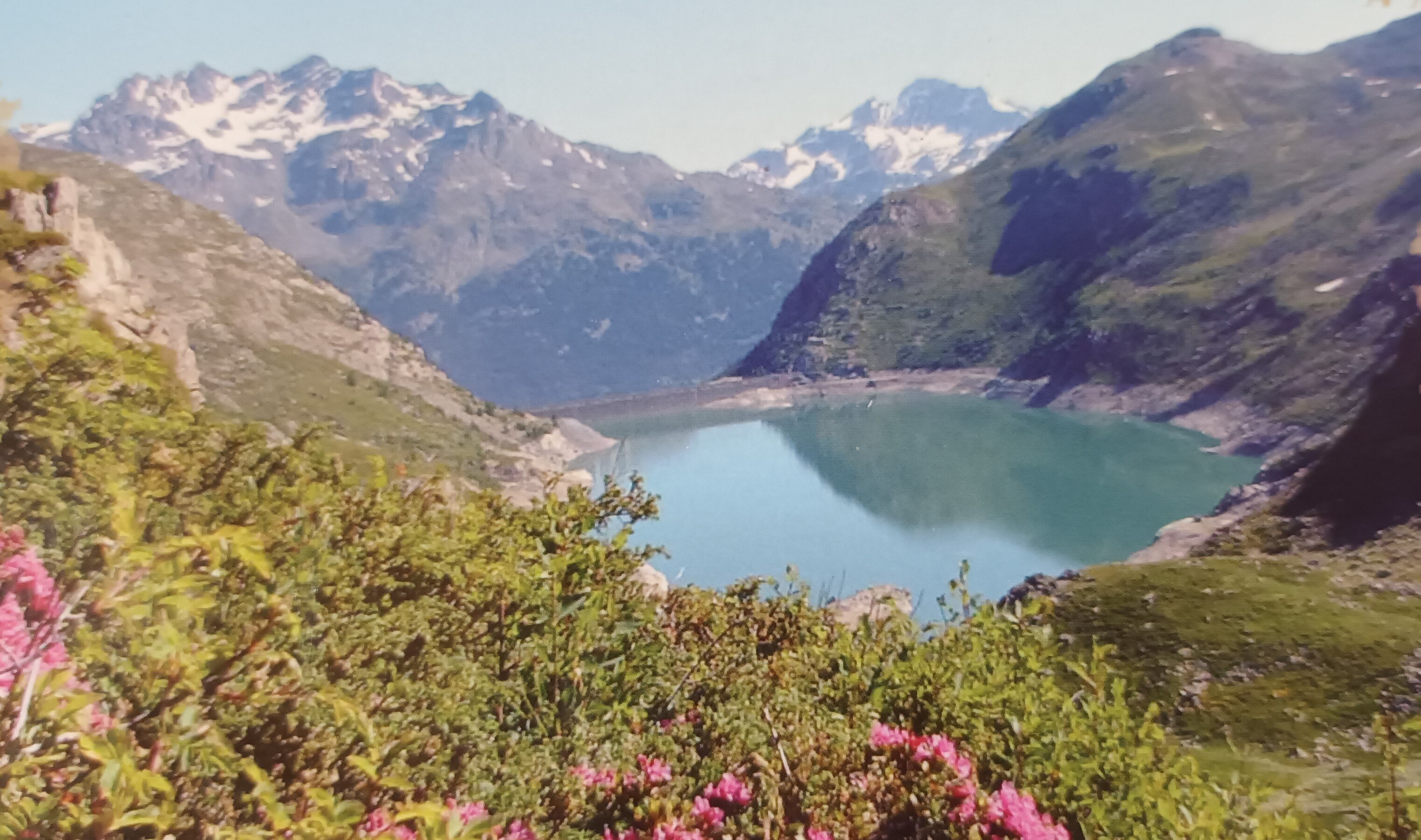
Lac de Bissorte, réservoir gigantesque du barrage.
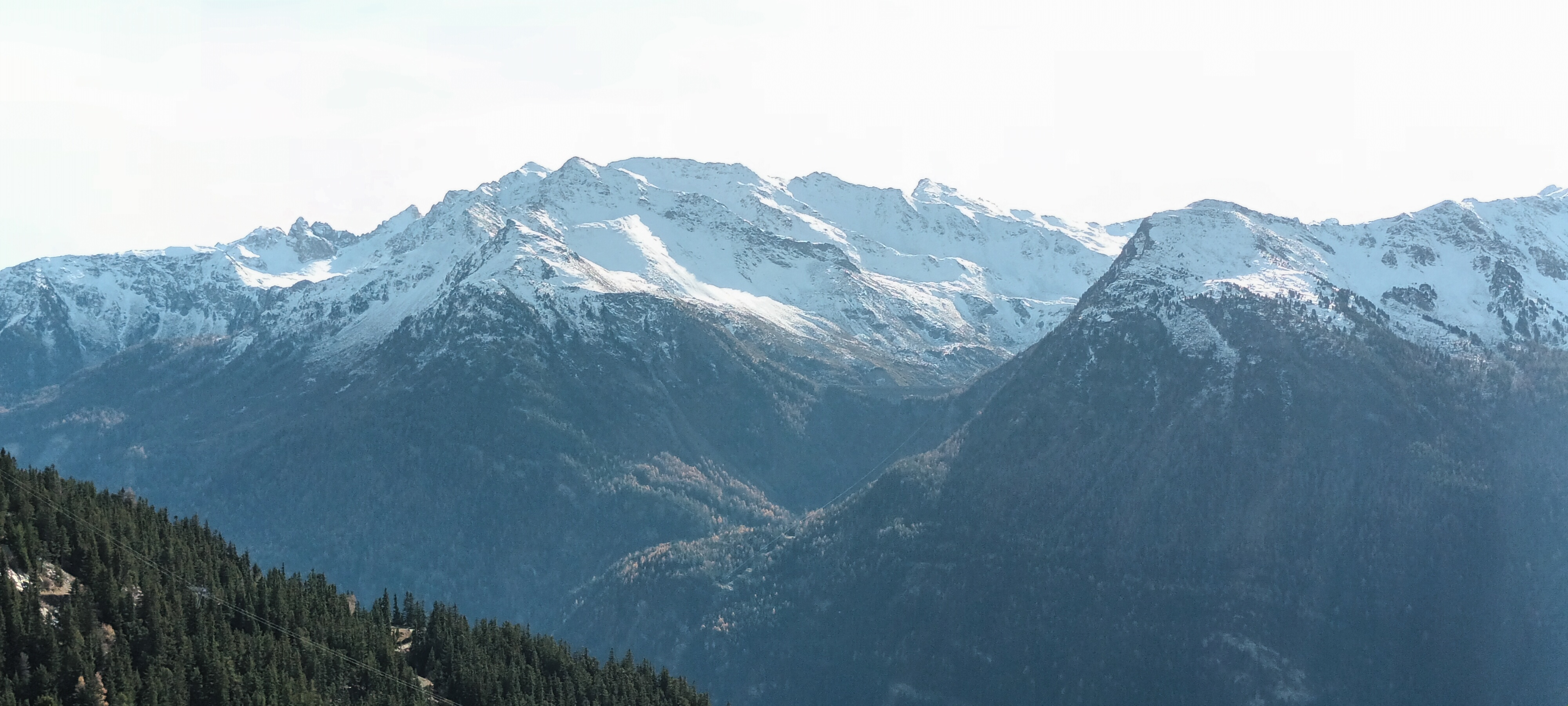
Vue du barrage depuis le crêt Fénère.

## Histoire
Au lac de Bissorte, une digue-poids longue de 545 m revêtue d'un parement de pierres est élevée pour protéger le béton.
À Bissortette, l'usine peut en quelques minutes fournir 75 MW grâce à trois turbines Pelton. La centrale est mise en service en 1938. Le potentiel du site de Bissorte retient l'attention lors de la période de l'intense spéculation boursière des années 1920 sur l'hydroélectricité.
Les travaux débutent en 1930 et se terminent en 1934, la mise en eau étant effective en 1935. Un téléphérique est mis en place depuis le lieu-dit de Bissortette à Orelle afin de faciliter l’acheminement des matériaux et des baraquements sont installés à proximité du futur barrage, l’un d'eux étant par ailleurs pris par une avalanche le 20 mars 1933, faisant huit victimes, dont une le lendemain de l'accident. Les phases de travaux se déroulent en deux temps, avec construction sur place durant l'été et taille des pierres dans les carrières des lieux-dits de la Berchette et des Grandes Pierres au cœur de l’hiver. En juin 1933, 600 hommes sont recensés sur le chantier du barrage.
En 1980, EDF construit une deuxième retenue au niveau de l'Arc (au pont des Chèvres, 925 m), appelée le barrage d'Orelle, et réaménage l’usine en « station de transfert d'énergie par pompage », afin de remonter vers le barrage de Bissorte pendant les heures creuses, à l'aide d'une nouvelle conduite forcée installée en galerie, de l'eau turbinée aux heures de pointe. Mis en service entre 1986 et 1987, l'ensemble Bissorte 2/Bissorte 3, appelé « Super-Bissorte », est constitué de deux usines souterraines, de fonctionnement très souple, qui fournissent 750 MW grâce à 4 groupes réversibles de 150 MW et une turbine Pelton de 150 MW.

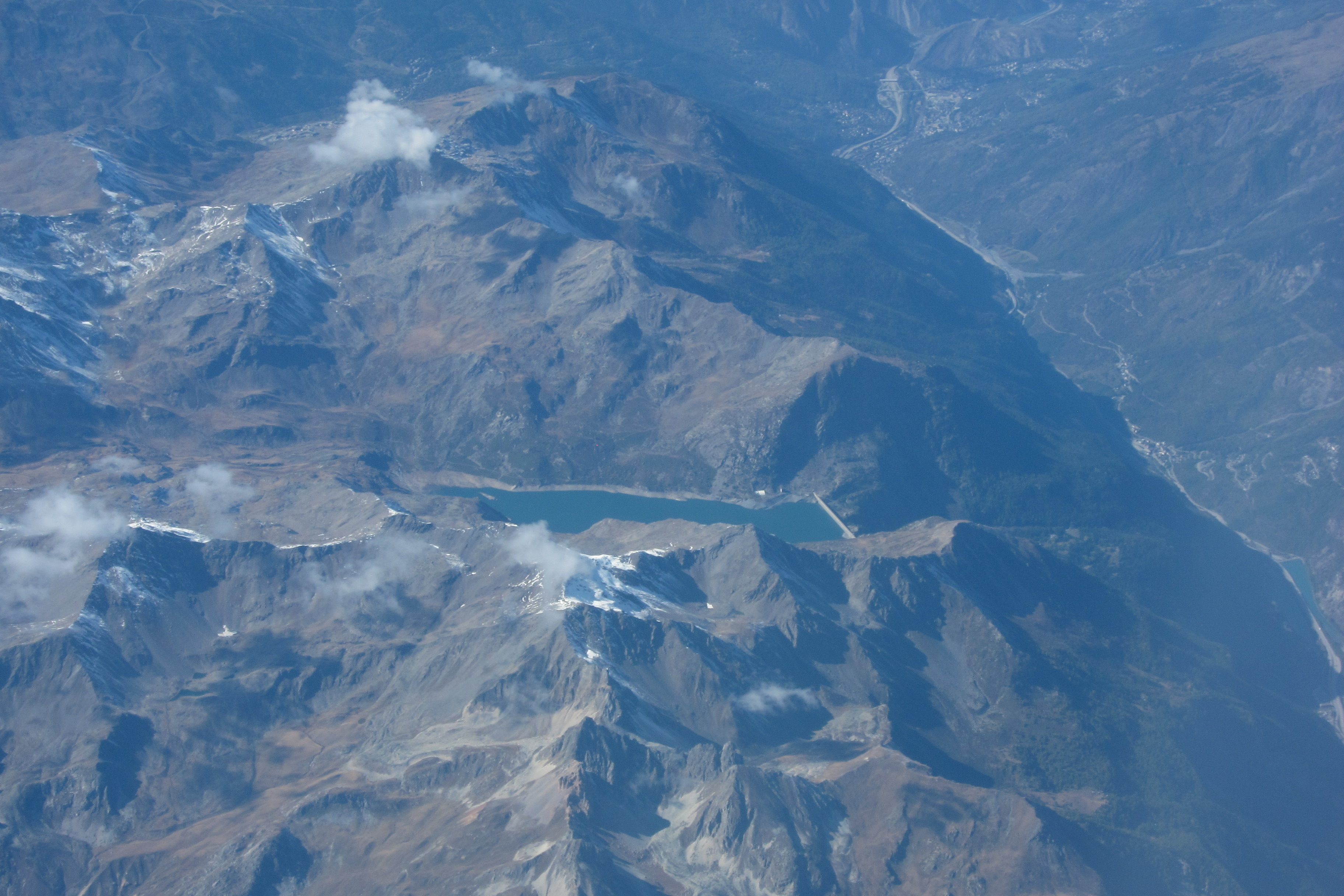
Vue aérienne du lac de Bissorte et des reliefs alentour à Orelle.
Barrage et son bassin immédiat, en 1957.
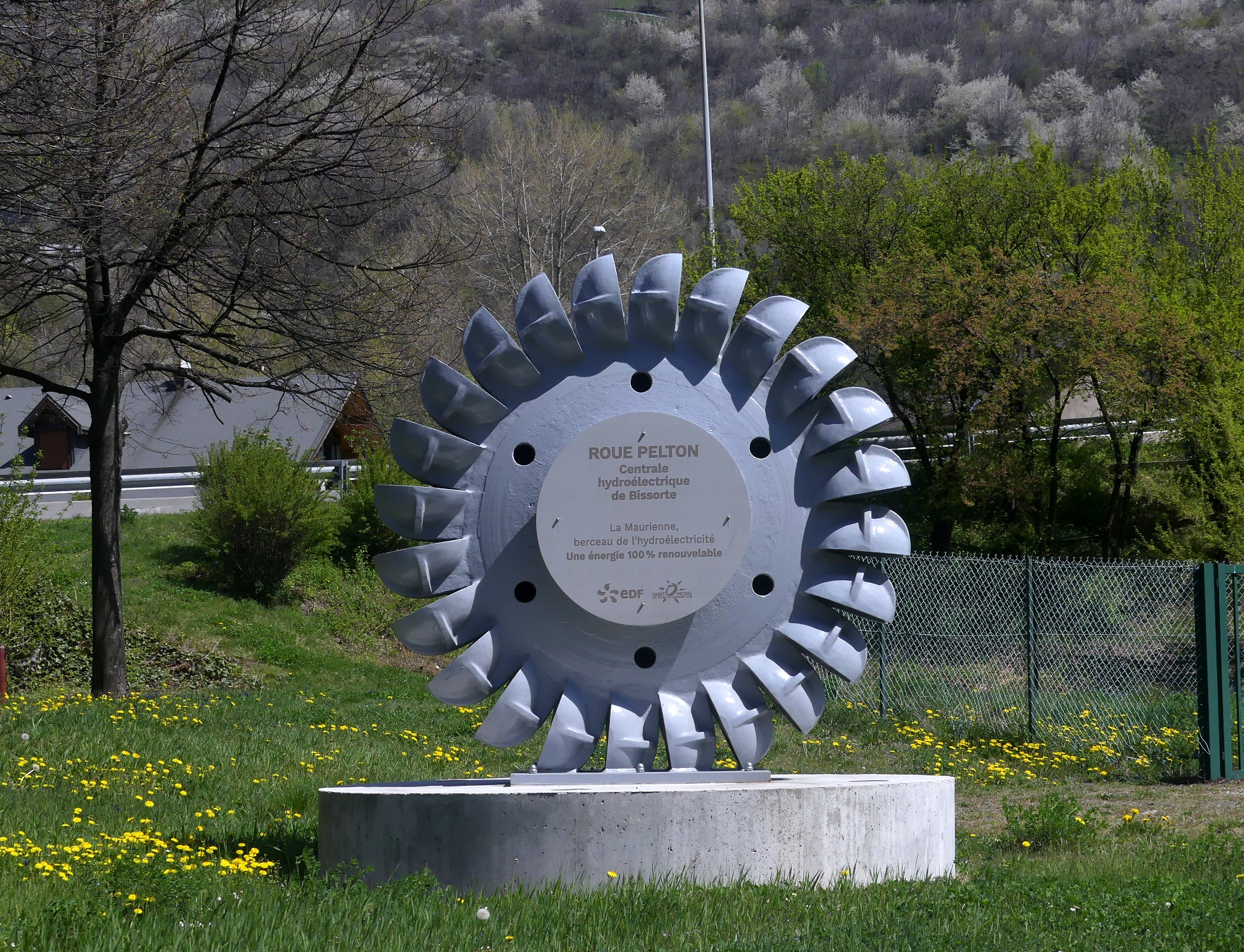
Turbine Pelton de Bissorte exposée à Saint-Michel-de-Maurienne.

## Caractéristiques techniques des réservoirs
Le barrage de Bissorte, réservoir supérieur (2 050 m d'altitude), est un barrage-poids sur la rivière de Bissorte (8,8 km de longueur), long de 545 m, large à la base de 49 m et haut de 63 m, revêtu d'un parement de pierres pour protéger le béton. La retenue d'eau a un volume de 39 à 40 millions de m3, qui pourrait être porté à 100 millions de m3.
Le barrage de Bissorte est alimenté par plusieurs prises d'eau venant de vallées adjacentes par des conduites souterraines. Ces prises d'eaux à l'Est sont celles de Bonnenuit, de Losa et de Fontaine-Froide et à l'Ouest une galerie capte les eaux de la Neuvache et des ruisseaux adjacents de la vallée.
Une deuxième retenue, le barrage de Bossortette au Pont des Chèvres (925 m d'altitude) sur l'Arc à l'aval de la centrale, sert de bassin de restitution pour les centrales de Bissorte et de bassin inférieur de la STEP de Super-Bissorte ; il est constitué d'une digue et d'un barrage mobile ; son volume est de 1,5 hm3.
En 2015, de juillet à novembre, EDF a effectué la vidange du lac de Bissorte. Les travaux associés ont consisté à procéder à des expertises, notamment à propos de la visite décennale des galeries de prise d'eau et des conduites forcées. En plus d'une reprise majeure des jointures inter-pierres et des enduits de solidification, les vannes ont été révisées et des travaux connexes d'acheminement et de rangement de matériel, notamment des déchets de chantiers, ont été réalisés par héliportage pour sécuriser les entrées de vannes de fond. Finalement, de nombreuses espèces piscicoles ont été réintroduites dans le lac, dont la Truite Fario, le Saumon des fontaines, la Truite arc-en-ciel ou l'Omble chevalier.

## Conduites forcées
La conduite forcée de Bissorte 1 est unique grâce à la technique des frettes, cercles métalliques auxquels la conduite adhère par de hautes pressions. Pour Super-Bissorte, une nouvelle conduite forcée a été installée en galerie.

## Centrales électriques

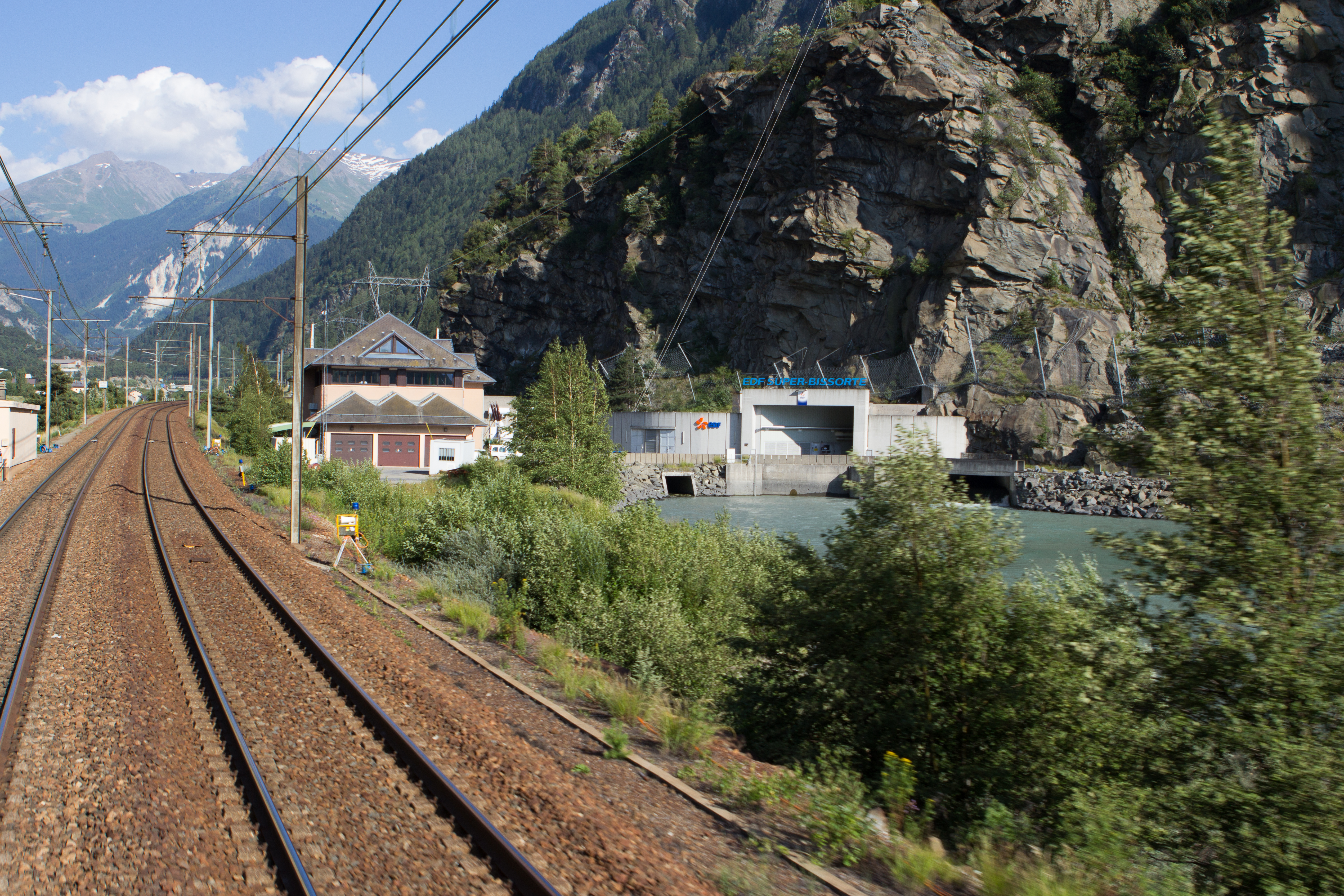
Vue de la centrale hydraulique de Bissorte depuis la ligne de la Maurienne.

La centrale de « Bissorte 1 » est équipée de trois groupes Pelton horizontaux de 25 MW chacun ; sa hauteur de chute est de 1 144 m.
La centrale de Super-Bissorte est composée de deux usines souterraines : « Bissorte 2 », équipée de quatre groupes Francis réversibles de 150 MW et « Bissorte 3 », équipée d'un groupe Pelton vertical de 150 MW.

## Transfert d'énergie par pompage

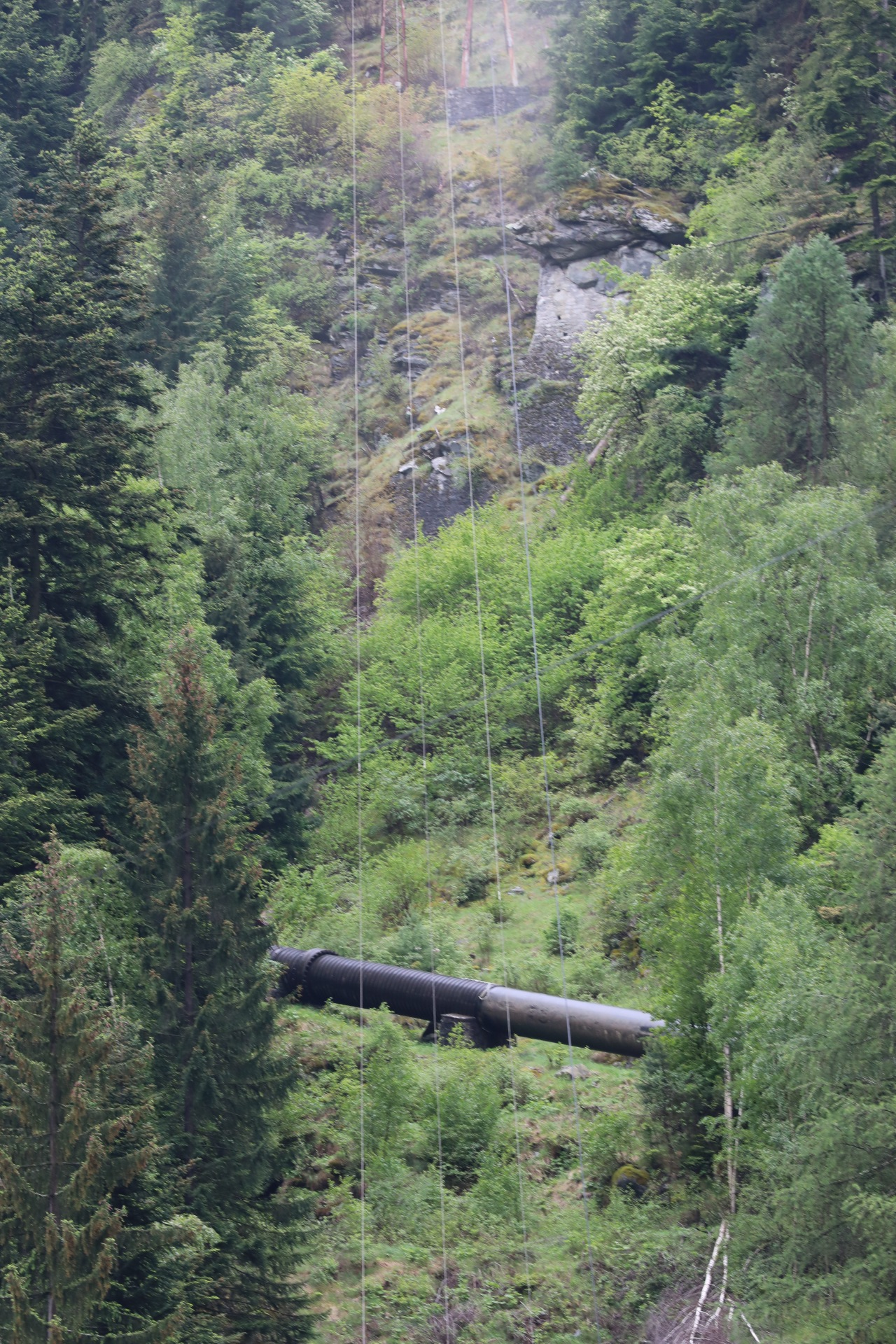
Conduite forcée du barrage de Bissorte : ruisseau dévié de Bissorte.

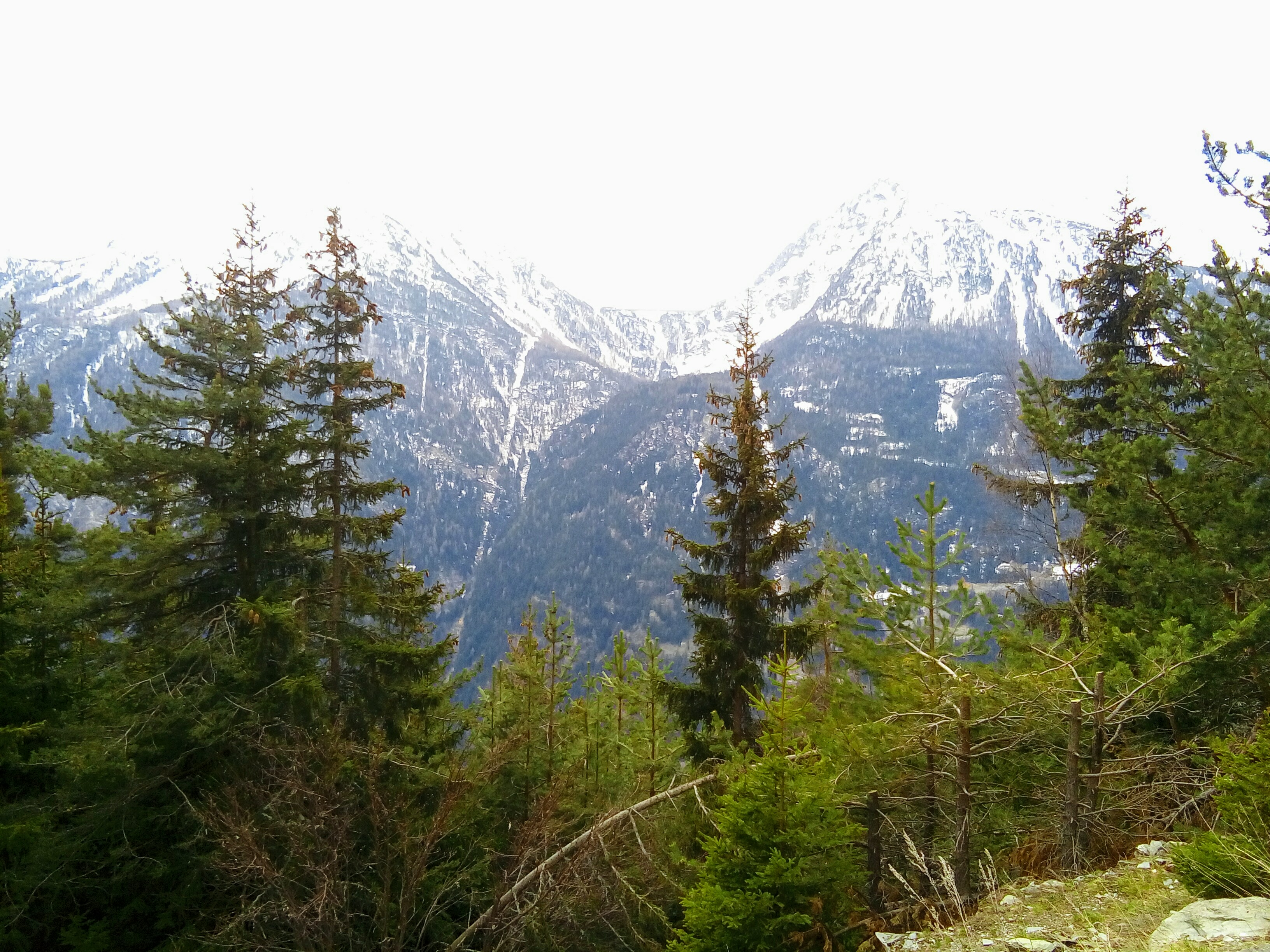
Photo de l'ubac d'Orelle où se trouve la conduite forcée.

Super-Bissorte, comme les autres STEP, est une centrale stratégique pour le réseau électrique français. Elle permet notamment, en cas de blackout, de ré-alimenter le réseau électrique français : ainsi, le système « Super-Bissorte » s'est distingué le 4 novembre 2006  lors d'une panne du réseau européen d'électricité consécutive à une erreur de jugement du gestionnaire allemand. La panne a provoqué l’isolement des réseaux français et espagnols, qui se sont trouvés brusquement en sous-capacité. Les opérateurs de RTE, Réseau de Transport d’Électricité, ont rétabli la situation en mettant neuf barrages en service : « A 22 h 15, la production des usines hydroélectriques de Bort, Montézic, Grand'Maison, Villarodin, Sarran-Bromat augmentait de 2 800 MW, suivie à 22 h 20 par 1 140 MW venant de Tignes, Super-Bissorte, La Bathie et Monteynard-Avignonet».

## Chapelles près du barrage de Bissorte
La chapelle Saint-Barthélemy est un édifice catholique situé en contrebas du barrage de Bissorte. Déplacées en partie lors de la construction du barrage à Orelle en 1934, les fondations de l'ancienne chapelle sont visibles sous l'eau du lac. Le culte est célébré une fois par an (45° 10′ 52″ N, 6° 34′ 44″ E).
La chapelle Saint-Louis est une chapelle catholique située à gauche de la centrale hydroélectrique, au lieu-dit de Bissortette, entre les communes d'Orelle et de Freney (45° 12′ 08″ N, 6° 35′ 11″ E),.